# Harri Weber
Harri Weber (* 17. Dezember 1931 in Gera; † 7. März 1988) war ein deutscher Gewerkschaftsfunktionär (FDGB).

## Leben
Weber, Sohn eines Tischlers, besuchte die Volks- und Mittelschule und absolvierte anschließend eine kaufmännische Lehre. 1949/50 arbeitete er als Lohnbuchhalter bei der Firma „Hermann Günter K. G. Färberei und Bleicherei“, von 1950 bis 1952 als Sachbearbeiter bzw. als Instrukteur beim Landessportausschuss Thüringen. 1952 war er  Sektorenleiter der Sportvereinigung „Motor“ in Berlin, von 1953 bis 1955 Sektorenleiter beim FDGB-Bundesvorstand. 1954 tat er in die SED an. Zwischen 1955 und 1960 absolvierte er ein Fernstudium an der Hochschule für Ökonomie in Berlin-Karlshorst, mit Abschluss als Diplomwirtschaftler. Von 1956 bis 1963 wirkte er als stellvertretender Abteilungsleiter, von 1963 bis 1982 als Abteilungsleiter Finanzen, von 1982 bis 1988 als Leiter der Finanz- und Wirtschaftsverwaltung des FDGB-Bundesvorstandes. Von 1968 bis 1988 gehörte er als Mitglied dem FDGB-Bundesvorstand an, von 1982 bis 1988 auch seinem Präsidium.

## Werke
- Die Gewerkschaftskasse. Anleitung für die finanzpolitische Arbeit in den gewerkschaftlichen Grundorganisationen. Verlag Tribüne, Berlin 1973; 7. Auflage 1988.
- Die Finanzkommission (Die gewerkschaftlichen Kommissionen im Betrieb). Verlag Tribüne, Berlin 1975; 3., überarbeitete Auflage 1978.

## Auszeichnungen
- Vaterländischer Verdienstorden in Bronze (1973)[1] und in Silber (1980)[2]